# الجمايم (حفاش)

تعديل مصدري - تعديل

الجمايم هي إحدى قرى عزلة بني مأمون بمديرية حفاش التابعة لمحافظة المحويت، بلغ تعداد سكانها 426 نسمة حسب تعداد اليمن لعام 2004.